# Yvan Delporte

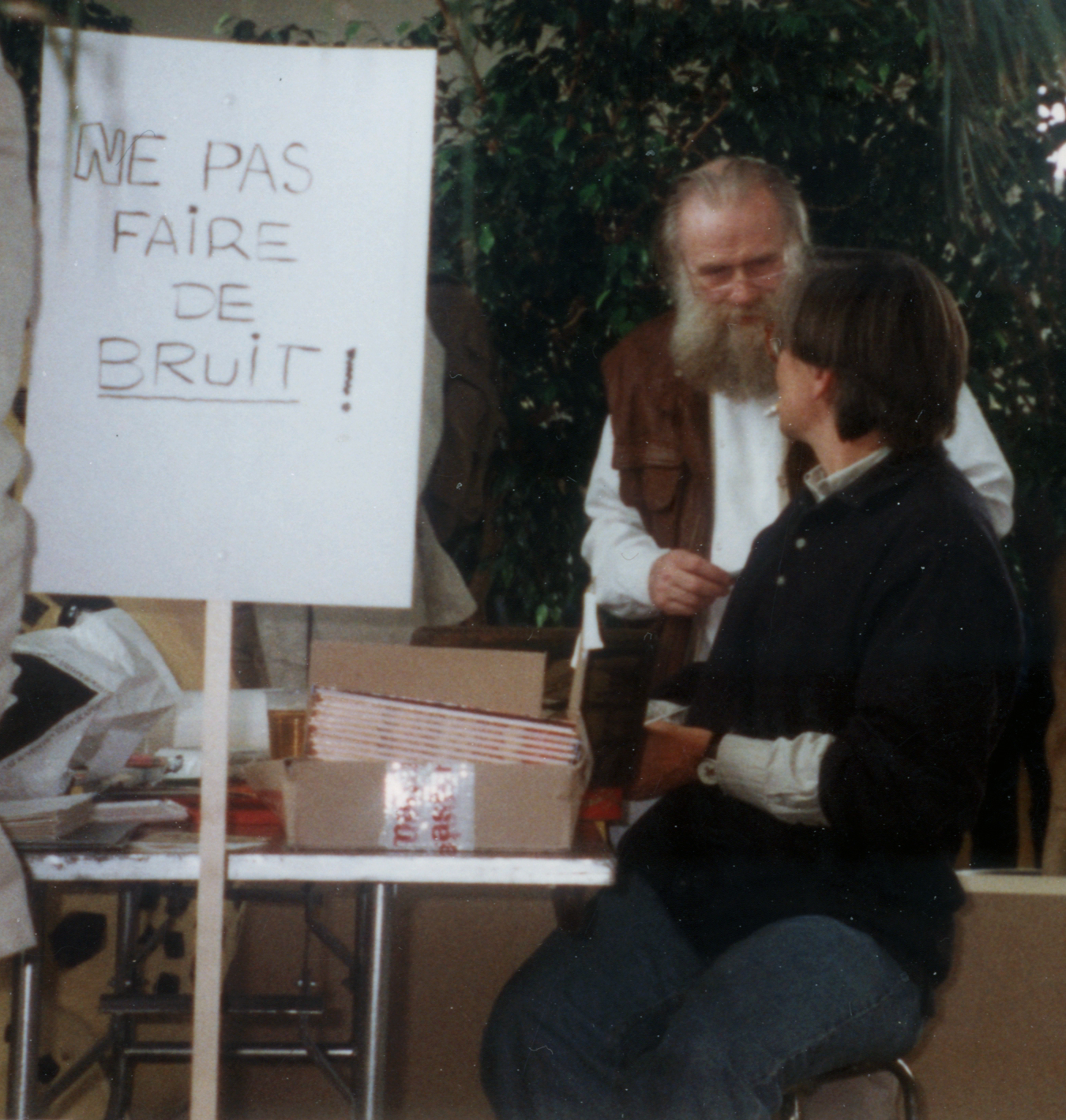
Yvan Delporte

Yvan Delporte (Brussel, 24 juni 1928 - aldaar, 5 maart 2007) was een Belgische stripscenarist. Delporte was van 1956 tot 1968 hoofdredacteur van het stripblad Spirou/Robbedoes. Delporte, die al een tijd in een rolstoel leefde, overleed in 2007 op 78-jarige leeftijd aan de gevolgen van een langdurige ziekte. Hij was een volle neef van de schilder Charles Delporte en van de zanger Paul Louka.

## Spirou
Yvan Delporte heeft het weekblad Spirou vooral op redactioneel vlak ondersteund en tijdens de periode waarin hij hoofdredacteur was, stond hij mee aan de wieg van diverse ideeën zoals wedstrijden, speciale nummers, miniverhalen, waaraan hij meedeed als redacteur of scenarist. Zijn bijdragen aan de redactionele bladzijden omvatten het beantwoorden van de binnenkomende post, humoristische teksten over de echte redactie van het weekblad of de fictieve redactie waar Guust Flater werkte, evenals verhalen rond bepaalde helden (Bollie en Billie, Guust, Robbedoes en Kwabbernoot) en parodieën op wetenschappelijke teksten.

## Strips
Als scenarist werkte hij voor tekenaars als Peyo (Steven Sterk en De Smurfen), René Follet (Steven Severijn), Will (Isabel), Eddy Ryssack (Brammetje Bram) en Peter de Smet (Anna Tommy). Samen met André Franquin bedacht hij Guust Flater.
Men vindt geregeld de vermelding "naar een idee van Yvan Delporte" op bepaalde pagina's van succesvolle series van het weekblad Robbedoes (onder andere Guust en Zwartkijken van Franquin, Bollie en Billie en De Sliert van Roba).
Als scenarist kan hij terugkijken op series van de jaren 1950 en 1960 die eerder als klassiek worden beschouwd. Niettemin heeft hij ook blijk gegeven van een gevoel voor absurditeit en humor die terug te vinden zijn in het werk van René Goscinny in het begin van de jaren 1960 en die al het werk van Gotlib en Nikita Mandryka aankondigen. In 1969 startte hij samen met Raymond Macherot ook de reeks Isabel, waarvoor hij vooral de dialogen bedacht. Deze reeks is doorspekt met elementen uit de fantasy.
Begin de jaren 70 schreef hij ook enkele scenario's voor het Nederlandse stripblad Pep. In Spirou, de Franstalige tegenhanger van Robbedoes, zou Yvan Delporte ook de bezieler zijn van het supplement Le Trombone illustré dat enkele maanden liep in 1977. In dit supplement werd de nadruk gelegd op zwarte en absurde humor.
Hij beperkte zich niet alleen tot stripverhalen maar hield zich ook bezig met tekenfilms. Uiteindelijk zou hij aan het einde van zijn loopbaan terugkeren naar de strip en scenario's schrijven voor de reeks Johan en Pirrewiet, waar hij werd gevraagd als coscenarist na de dood van Peyo. De samenwerking werd na drie albums beëindigd, volgens Peyo's zoon Thierry Culliford omdat ze soms lang moesten wachten op het vervolg van verhalen die hij bedacht. Thierry had het er eveneens moeilijk mee dat Delporte de taak van coscenarist te veel eenzijdig naar zich toetrok.
- Biblioteca Nacional de España: XX904208
- Bibliothèque nationale de France: cb130914103 (data)
- Catàleg d'autoritats de noms i títols de Catalunya: 981058530206406706
- Gemeinsame Normdatei: 1074981774
- International Standard Name Identifier: 0000 0001 2139 6081
- Library of Congress Control Number: n78074732
- MusicBrainz: 13184aad-62ce-47c1-8492-d9e4ef853812
- Nationale Bibliotheek van Tsjechië: xx0034138
- Nederlandse Thesaurus van Auteursnamen: 06896417X
- RKD-Nederlands Instituut voor Kunstgeschiedenis: 354944
- Système universitaire de documentation: 026822180
- Virtual International Authority File: 73988638
- WorldCat: E39PBJhCHhCfpT8XMWgPjJPG73